# نفلین
نفلین  (به انگلیسی: Nepheline) با فرمول شیمیایی KNa3[AlSiO4]4 از مجموعه کانی هاست و از واژه یونانی nephele یعنی ابر گرفته شده‌است. در حرارت شعله در اسیدها حل می‌شود. K2O:۸٫۰۶٪ Na2O:۱۵٫۹۱٪ Al2O۳:۳۴٫۹٪ SiO۲:۴۱٫۱۳٪ برای اولین بار در ایتالیا کشف شد و از نظر شکل بلور: منشوری - توده‌های قرصی شکل، رنگ: سفید - زرد - متمایل به سبز - قهوه‌ای - آبی سبز، شفافیت: شفاف - نیمه شفاف، شکستگی: صدفی - نامنظم، جلا: شیشه‌ای - چرب، رخ: ناقص، سیستم تبلور: هگزاگونال و در رده‌بندی سیلیکات است همچنین خاصیت مغناطیسی ندارد و منشأ تشکیل آن ماگمایی - پگماتیتی است.
همایند کانی‌شناسی (پارانژ) آن چگالی - واکنش‌های شیمیایی - اشعهXآپاتیت - کانکرینیت- لوسیت- اوژیت و غیره است
، از نظر ژیزمان بلوری - آگرگات توده ای- دانه‌ای فراوان است و بیشتر در آلمان غربی و شرقی، ایتالیا، نروژ، URSS، نامبیا یافت می‌شود.